# Montigny-les-Monts
Montigny-les-Monts település Franciaországban, Aube megyében. Lakosainak száma 250 fő (2022. január 1.). Montigny-les-Monts Auxon, Avreuil, Chamoy, Davrey és Saint-Phal községekkel határos.

## Népesség
A település népessége az elmúlt években az alábbi módon változott:
| Lakosok száma | 213  | 197  | 214  | 258  | 257  | 253  | 250  | 253  | 254  | 250  |
|               | 1968 | 1982 | 1990 | 2006 | 2013 | 2015 | 2017 | 2019 | 2020 | 2022 |